# Ludwig von Löfftz

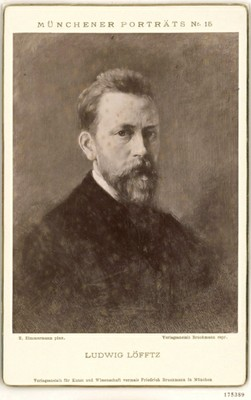
Ludwig von Löfftz

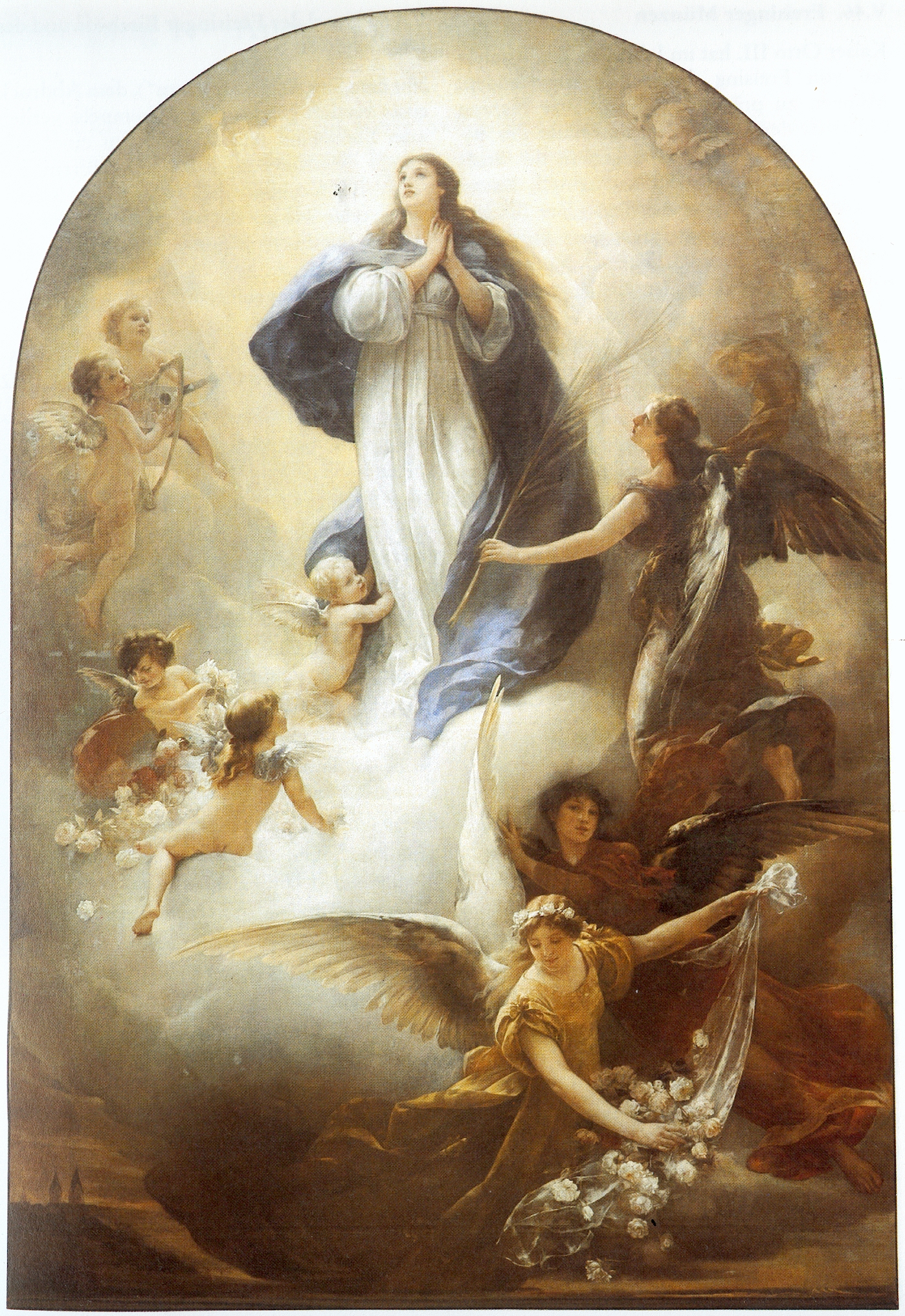
A Ascensão de Maria (1888)

Ludwig von Löfftz (21 de junho de 1845 - 3 de dezembro de 1910) foi um pintor alemão.

## Biografia
Ele nasceu em Darmstadt. Foi aluno de August von Kreling e Karl Raupp em Nuremberg, depois de Wilhelm von Diez na Academia de Belas Artes de Munique, onde se tornou professor em 1879, e da qual foi diretor entre 1891 e 1899. sua influência como professor. Em 1884 começou a ensinar Anton Ažbe. Entre seus alunos também estava Lovis Corinth, e o americano Albert Lorey Groll.
Suas obras não são numerosas, mas são de grande perfeição. Uma atmosfera elevada permeia seus interiores, tratados no espírito dos mestres flamengos, enquanto seus súditos religiosos são imbuídos de profundo sentimento e grandeza solene. Grande habilidade técnica e magistral tratamento do claro- escuro produzem os efeitos mais harmoniosos em todas as suas pinturas. A impressionante "Pietà" (1883) lhe rendeu a medalha de ouro na Exposição Internacional de Munique e agora está na Neue Pinakothek, que também contém Eurídice (1898).

## Trabalhos
Entre suas obras estão:
- Cardinal Playing the Organ (1876)
- Avarice and Love (1879)
- Erasmus in his Study (Stuttgart)
- An Old Woman (Frankfurt)
- The Money Changers(1845)